# لی سونگ سو
لی سونگ سو (انگلیسی: Lee Sung-soo؛ زادهٔ ۳ نوامبر ۱۹۷۹) تهیه‌کننده موسیقی اهل کره جنوبی است. وی از سال ۱۹۹۸ میلادی تاکنون مشغول فعالیت بوده‌است.